# Реквием (Анна Ахматова)
„Реквием“ (на руски: Реквием) е поема на руската поетеса Анна Ахматова.
Тя работи върху нея между 1934 година и края на 50-те години, като унищожава множество нейни варианти, за да не попаднат в ръцете на властите. Основната тема на поемата е терорът на тоталитарния комунистически режим и дълбокото му въздействие върху руското общество. В началото на 60-те години поемата започва да се разпространява неофициално, а през 1963 година тя е издадена в Мюнхен. В Русия е публикувана за пръв път през 1987 година.